# Romuald Giegiel
Romuald Giegiel (Varsovia, Polonia, 8 de mayo de 1957) es un atleta polaco retirado especializado en la prueba de 60 m vallas, en la que consiguió ser campeón europeo en pista cubierta en 1984.

## Carrera deportiva
En el Campeonato Europeo de Atletismo en Pista Cubierta de 1980 ganó la medalla de plata en los 60 m vallas, con un tiempo de 7.73 segundos, tras el soviético Yuriy Chervanyov  (oro con 7.54 segundos que fue récord de los campeonatos) y por delante del español Javier Moracho  (bronce con 7.75 segundos).
Cuatro años después, en el Campeonato Europeo de Atletismo en Pista Cubierta de 1984 ganó la medalla de oro en los 60 m vallas, con un tiempo de 7.62 segundos, por delante del húngaro György Bakos  (plata con 7.75 segundos) y el checoslovaco Jiří Hudec.